# 陆保
陆保（？—？），浙江海盐人，清朝政治人物。
道光二十五年，接替孙丰。擔任江蘇宜興縣知縣。后由馮翰接任。陆保曾于1852年接替阴昌庚任金山县知县一职，1855年由姚禄龄接任。